# 摩尔多瓦总理
摩尔多瓦总理（羅馬尼亞語：Prim-ministrul Republicii Moldova），是摩尔多瓦的政府首脑。由议会中的最大党派或联盟的领袖出任，并由总统任命而生效。任期四年，现任总理是多林·雷切安。以下為歷代总理：

## 摩爾多瓦民主共和國（1917年—1918年）
- 潘泰利蒙·埃尔汉（英语：Pantelimon Erhan）（1917年12月21日 - 1918年1月24日）
- 达尼埃尔·丘古雷亚努（英语：Daniel Ciugureanu）（1918年1月24日 - 1918年4月9日）
- 佩特鲁·卡扎库（英语：Petru Cazacu）（1918年4月9日 – 1918年12月12日）

## 摩爾多瓦苏维埃社会主义共和国（蘇聯加盟共和國，1940年—1991年）

#### 人民委员会主席
- 吉洪·康斯坦丁诺夫（1940年8月2日 - 1945年4月17日）（从1941年到1944年8月流亡于苏俄)
- 尼古拉·科瓦利（1945年4月17日 - 1946年1月4日）
- 格拉西姆·鲁季（1月5日 - 1946年4月4日）

#### 部长会议主席
- 格拉西姆·鲁季（1946年4月4日 - 1958年1月23日）
- 亚历山大·季奥尔季察（1958年1月23日 - 1970年4月15日）
- 彼得·帕斯卡里（英语：Petru Pascari）（1970年4月24日 - 1976年8月1日）（第一次）
- 谢苗·格罗苏（英语：Semion Grossu）（1976年8月1日 - 1980年12月30日）
- 伊万·乌斯季扬（英语：Ion Ustian）（1980年12月30日 - 1985年12月24日）
- 伊万·卡林（1985年12月24日 - 1990年1月10日）
- 彼得·帕斯卡里（英语：Petru Pascari）（1990年1月10日 - 5月26日）（第二次）
- 米尔恰·德鲁克（英语：Mircea Druc）（1990年5月26日 - 1991年5月28日）

## 摩尔多瓦共和国（1991年至今）
政党
  FPM
  PDAM
  ADR
  PCRM
  PLDM
  PL
  PDM
  独立人士
Status
| No | 图片          | 名字                                         | 开始任期       | 结束任期                       | 政党                                | 选举                     | 政府                       |
| -- | ------------- | -------------------------------------------- | -------------- | ------------------------------ | ----------------------------------- | ------------------------ | -------------------------- |
| 1  |               | 瓦列留·穆拉夫斯基                            | 1991年5月28日  | 1992年7月1日                   | 摩尔多瓦人民阵线                    | —                        | Muravschi FPM              |
| 2  |               | 安德烈·桑盖利                                | 1992年7月1日   | 1997年1月24日                  | 摩尔多瓦民主农业党                  | —                        | Sangheli I                 |
| 2  | 1994          | 安德烈·桑盖利                                | 1992年7月1日   | 1997年1月24日                  | 摩尔多瓦民主农业党                  | Sangheli II              |                            |
| 3  |               | 扬·丘布克                                    | 1997年1月24日  | 1999年2月5日辞职 1999年3月12日 | 民主与改革联盟                      | —                        | Ciubuc I                   |
| 3  | 1998          | 扬·丘布克                                    | 1997年1月24日  | 1999年2月5日辞职 1999年3月12日 | 民主与改革联盟                      | Ciubuc II                |                            |
| 4  |               | 扬·斯图尔扎                                  | 1999年2月19日  | 1999年3月12日                  | 民主与改革联盟                      | —                        | —                          |
| 4  | 1999年3月12日 | 扬·斯图尔扎                                  | 1999年12月21日 | Sturza                         | 民主与改革联盟                      | —                        |                            |
| 5  |               | 杜米特魯·貝拉基什                            | 1999年12月21日 | 2001年4月19日                  | 无党派                              | —                        | Braghis                    |
| 6  |               | 瓦西里·塔尔列夫 （Vasile Tarlev）            | 2001年4月19日  | 2008年3月31日                  | 共产党人党                          | 2001                     | Tarlev I PCRM              |
| 6  | 2005          | 瓦西里·塔尔列夫 （Vasile Tarlev）            | 2001年4月19日  | 2008年3月31日                  | 共产党人党                          | Tarlev II PCRM           |                            |
| 7  |               | 齐奈达·格雷恰尼 （Zinaida Greceanîi）        | 2008年3月31日  | 2009年9月14日                  | 共产党人党                          | —                        | 格雷恰尼第一届政府 PCRM    |
| 7  | 2009年4月     | 齐奈达·格雷恰尼 （Zinaida Greceanîi）        | 2008年3月31日  | 2009年9月14日                  | 共产党人党                          | 格雷恰尼第二届政府 PCRM  |                            |
| —  |               | 维塔列·珀尔洛格 （临时）                     | 2009年9月14日  | 2009年9月25日                  | 共产党人党                          | —                        | —                          |
| 8  |               | 弗拉德·菲拉特 （Vlad Filat）                 | 2009年9月25日  | 2013年4月25日                  | 自由民主党 (欧洲一体化联盟)         | 2009年7月                | 第一届政府 PLDM–PL–PDM–AMN |
| 8  | 2010          | 弗拉德·菲拉特 （Vlad Filat）                 | 2009年9月25日  | 2013年4月25日                  | 自由民主党 (欧洲一体化联盟)         | 第二届政府 PLDM–PL–PDM   |                            |
| 9  |               | 尤里·莱安克 （Iurie Leancă）                 | 2013年4月25日  | 2013年5月31日                  | 自由民主党 （親歐聯盟）             | —                        | —                          |
| 9  | 2013年5月31日 | 尤里·莱安克 （Iurie Leancă）                 | 2015年2月18日  | 2013                           | 自由民主党 （親歐聯盟）             | Leancă PLDM–PDM-自由改革 |                            |
| 10 |               | 基里爾·加布里奇 （Chiril Gaburici）          | 2015年2月18日  | 2015年6月22日                  | 自由民主党 （歐洲摩爾多瓦政治聯盟） | 2014                     | Gaburici PLDM–PDM          |
| —  |               | 納塔利婭·蓋爾曼 （Natalia Gherman） （临时） | 2015年6月22日  | 2015年7月30日                  | 自由民主党 （歐洲摩爾多瓦政治聯盟） | —                        | —                          |
| 11 |               | 瓦列留·斯特雷勒茨 （Valeriu Streleț）        | 2015年7月30日  | 2015年10月30日                 | 自由民主党 （第三歐洲一體化聯盟）   | —                        | Streleț PLDM–PDM–PL        |
| —  |               | 格奧爾基·布雷加 （临时）                     | 2015年10月30日 | 2016年1月20日                  | 自由党 （第三歐洲一體化聯盟）       | —                        | —                          |
| 12 |               | 帕維爾·菲利普 （Pavel Filip）                | 2016年1月20日  | 2019年6月8日                   | 民主党 （第三歐洲一體化聯盟）       | —                        | 巴维尔·菲利普政府          |
| 13 |               | 瑪雅·桑杜 （Maia Sandu）                     | 2019年6月8日   | 2019年11月14日                 | 行動和團結黨                        | 2019                     | 桑杜政府 ACUM-PSRM         |
| 14 |               | 揚·基庫                                      | 2019年11月14日 | 2020年12月31日                 | 無黨派                              | —                        | 基庫政府                   |
| —  |               | 奧雷柳·喬科伊 （临时）                       | 2020年12月31日 | 2021年8月6日                   | 無黨派                              | —                        | —                          |
| 15 |               | 纳塔利娅·加夫里利察                          | 2021年8月6日   | 2023年2月16日                  | 行動和團結黨                        | 2021                     |                            |
| 16 |               | 多林·雷切安                                  | 2023年2月16日  | 现任                           | 無黨派                              | —                        |                            |